# Juventud triunfante
Juventud triunfante es una de las esculturas creadas por Auguste Rodin que forman parte del increíble laberinto visual La puerta del infierno.
Esta obra fue concebida utilizando como inspiración una obra del escultor Jean Dampt llamada El beso de la abuela al ser expuesta en 1893. 
Lo que se aprecia en esta obra es una mujer que descansa en los brazos de lo que parece ser una anciana llegando a fundirse en un beso profundo. Cuando Rodin contempló esta obra, la interpretó como una relación entre la vida y la muerte dejando entrever la verdadera naturaleza humana, incluso la postura en la que se encuentra la escultura se puede apreciar un contraste muy amplio del cansancio entre ambas mujeres. 
Cuando Rodin comenzó a realizar esta obra fue que se comenzó a adentrar en la danza dando pie a diferentes obras.
De acuerdo con la opinión de George Grappe, después de que Rodin y su compañera Rose Beuret firmaran un contrato por 10 años con la fundidora Fumière et Gavinot debido a la gran aceptación del público, esta obra fue producida en diferentes tamaños para su comercialización.